# Велмарт
«Велмарт» — українська торговельна мережа продовольчих супермаркетів.
У 2010 р. великі магазини торгової мережі «Велика Кишеня» були переформатовані на гіпермаркети-дискаунтери «Велмарт» з розширеним асортиментом.
Наразі в Україні представлено 35 гіпермаркетів мережі у 18 містах України, а також 4 у Молдові.
Також у Миколаївському велмарті, є Graan Cafe. А у деяких — Graan Restaurant.

## Опис
Супермаркети та гіпермаркети Велмарт представлені в таких регіонах: Київ, Рівне, Полтава, Івано-Франківськ, Харків, Черкаси, Чернівці, Чернігів, Ужгород, Біла Церква, Ніжин, Луцьк, Миколаїв, Херсон, Обухів та Кропивницький. Відкриття магазинів відбулося в рамках проєкту з ребрендингу гіпермаркетів «Велика Кишеня».